# Nitocra delaruei
Nitocra delaruei är en kräftdjursart som beskrevs av Soyer 1974. Nitocra delaruei ingår i släktet Nitocra och familjen Ameiridae. Inga underarter finns listade i Catalogue of Life.